# SpVgg Ansbach 09
SpVgg Ansbach 09 is een Duitse omnisportvereniging uit Ansbach in Mittelfranken in Beieren met afdelingen voor voetbal, karate, tennis en pétanque.
De voetbalafdeling werd in 1917 opgericht maar werd net als de andere afdelingen in 1945 ontbonden. Als Sportverein Ansbach werden de activiteiten voortgezet totdat in 1948 de Turn- und Sportverein Ansbach werd opgericht. Hieruit werd in 1951 voetbalafdeling SpVgg Ansbach 09 opnieuw opgericht. In 2001 promoveerde de club als kampioen van de Bayernliga naar de Regionalliga Süd maar degradeerde direct. De club zakte verder weg en keerde in  2007 terug in de Bayernliga. In 2008 plaatste Ansbach zich voor het eerst voor de hoofdronde om de DFB-Pokal waarin in de eerste ronde Karlsruher SC met 0-5 te sterk was. In 2010 degradeerde Ansbach en promoveerde in 2014 weer. In 2015 volgde een nieuwe degradatie met een seizoen later wederom een promotie. In het seizoen 2021/22 eindigde Ansbach als tweede in de Bayernliga Nord. In de playoffs wist Ansbach ten koste van SC Eltersdorf te promoveren naar de Regionalliga Bayern.
SpVgg Ansbach 09 · 
Viktoria Aschaffenburg ·
TSV Aubstadt ·
FC Augsburg II ·
TSV Schwaben Augsburg ·
FC Eintracht Bamberg ·
TSV Buchbach ·
SV Wacker Burghausen ·
SpVgg Greuther Fürth II ·
SpVgg Hankofen-Hailing ·
FV Illertissen ·
FC Bayern München II ·
Türkgücü München ·
1. FC Nürnberg II ·
1. FC Schweinfurt 05 ·
DJK Vilzing ·
FC Würzburger Kickers